# Campionat d'Europa d'atletisme de 2002
El Campionat d'Europa d'atletisme de 2002 fou la divuitena edició del Campionat d'Europa d'atletisme organitzat sota la supervisió de l'Associació Europea d'Atletisme. La competició es dugué a terme entre els dies 6 i 11 d'agost de 2002 a l'Estadi Olímpic de Múnic (Alemanya).

## Medallistes

### Categoria masculina
| Prova                   | Or                                                                                  | Or          | Plata                                                                          | Plata    | Bronze                                                                      | Bronze   |
| 100 m                   | Francis Obikwelu · Portugal                                                         | 10.06       | Darren Campbell · Regne Unit                                                   | 10.15    | Roland Németh · Hongria                                                     | 10.27    |
| 200 m                   | Konstandinos Kenderis · Grècia                                                      | 19.85       | Francis Obikwelu · Portugal                                                    | 20.21    | Marlon Devonish · Regne Unit                                                | 20.24    |
| 400 m                   | Ingo Schultz · Alemanya                                                             | 45.14       | David Canal · Espanya                                                          | 45.24    | Daniel Caines · Regne Unit                                                  | 45.28    |
| 800 m                   | Wilson Kipketer · Dinamarca                                                         | 1:47.25     | André Bucher · Suïssa                                                          | 1:47.43  | Nils Schumann · Alemanya                                                    | 1:47.60  |
| 1500 m                  | Mehdi Baala · França                                                                | 3:45.25     | Reyes Estévez · Espanya                                                        | 3:45.25  | Rui Silva · Portugal                                                        | 3:45.43  |
| 5000 m                  | Alberto García · Espanya                                                            | 13:38.18    | Ismaïl Sghyr · França                                                          | 13:39.81 | Serhiy Lebid · Ucraïna                                                      | 13:40.00 |
| 10.000 m                | José Manuel Martínez · Espanya                                                      | 27:47.65    | Dieter Baumann · Alemanya                                                      | 27:47.87 | José Ríos · Espanya                                                         | 27:48.29 |
| 110 m. tanques          | Colin Jackson · Regne Unit                                                          | 13.11       | Staņislavs Olijars · Letònia                                                   | 13.22    | Artur Kohutek · Polònia                                                     | 13.32    |
| 400 m. tanques          | Stéphane Diagana · França                                                           | 47.58       | Jiří Mužík · República Txeca                                                   | 48.43    | Paweł Januszewski · Polònia                                                 | 48.46    |
| 3000 m. obstacles       | Antonio David Jiménez · Espanya                                                     | 8:24.34     | Simon Vroemen · Països Baixos                                                  | 8:24.45  | Luis Miguel Martín · Espanya                                                | 8:24.72  |
| relleus 4x100 m. llisos | UcraïnaKostyantyn Vasyukov · Kostyantyn Rurak · Anatoliy Dovhal · Oleksandr Kaydash | 38.53       | PolòniaRyszard Pilarczyk · Łukasz Chyła · Marcin Nowak · Marcin Urbaś          | 38.71    | AlemanyaRonny Ostwald · Marc Blume · Alexander Kosenkow · Christian Schacht | 38.88    |
| relleus 4x400 m. llisos | Regne UnitJared Deacon · Matthew Elias · Jamie Baulch · Daniel Caines               | 3:01.25     | RússiaOleg Mishukov · Andrey Semyonov · Ruslan Mashchenko · Yuriy Borzakovskiy | 3:01.34  | FrançaLeslie Djhone · Ahmed Douhou · Naman Keïta · Ibrahima Wade            | 3:02.76  |
| Marató                  | Janne Holmén · Finlàndia                                                            | 2:12:14     | Pavel Loskutov · Estònia                                                       | 2:13:18  | Julio Rey · Espanya                                                         | 2:13:21  |
| 20 km. marxa            | Paquillo Fernández · Espanya                                                        | 1: 18:37    | Vladímir Andréiev · Rússia                                                     | 1: 19:56 | Juan Manuel Molina · Espanya                                                | 1: 20:36 |
| 50 km. marxa            | Robert Korzeniowski · Polònia                                                       | 3: 36:39 WR | Aleksey Voyevodin · Rússia                                                     | 3: 40:16 | Jesús Ángel García · Espanya                                                | 3: 44:33 |
| Salt d'alçada           | Yaroslav Rybakov · Rússia                                                           | 2.31        | Stefan Holm · Suècia                                                           | 2.29     | Staffan Strand · Suècia                                                     | 2.27     |
| Salt amb perxa          | Aleksandr Averbukh · Israel                                                         | 5.85        | Lars Börgeling · Alemanya                                                      | 5.80     | Tim Lobinger · Alemanya                                                     | 5.80     |
| Salt de llargada        | Olexiy Lukashevych · Ucraïna                                                        | 8.08        | Siniša Ergotić · Croàcia                                                       | 8.00     | Yago Lamela · Espanya                                                       | 7.99     |
| Triple salt             | Christian Olsson · Suècia                                                           | 17.53       | Charles Friedek · Alemanya                                                     | 17.33    | Jonathan Edwards · Regne Unit                                               | 17.32    |
| Llançament de pes       | Yuriy Bilonoh · Ucraïna                                                             | 21.37       | Joachim Olsen · Dinamarca                                                      | 21.16    | Ralf Bartels · Alemanya                                                     | 20.58    |
| Llançament de disc      | Róbert Fazekas · Hongria                                                            | 68.83       | Virgilijus Alekna · Lituània                                                   | 66.62    | Michael Möllenbeck · Alemanya                                               | 66.37    |
| Llançament de javelina  | Steve Backley · Regne Unit                                                          | 88.54       | Serguei Makàrov · Rússia                                                       | 88.05    | Boris Henry · Alemanya                                                      | 85.33    |
| Llançament de martell   | Adrián Annus · Hongria                                                              | 81.17       | Vladyslav Piskunov · Ucraïna                                                   | 80.39    | Alexandros Papadimitriou · Grècia                                           | 80.21    |
| Decatló                 | Roman Šebrle · República Txeca                                                      | 8800        | Erki Nool · Estònia                                                            | 8438     | Lev Lobodin · Rússia                                                        | 8390     |

### Categoria femenina
| Prova                  | Or                                                                         | Or       | Plata                                                                               | Plata         | Bronze                                                                            | Bronze   |
| 100 m                  | Ekaterini Thanou · Grècia                                                  | 11.10    | Kim Gevaert · Bèlgica                                                               | 11.22         | Manuela Levorato · Itàlia                                                         | 11.23    |
| 200 m                  | Muriel Hurtis · França                                                     | 22.43    | Kim Gevaert · Bèlgica                                                               | 22.53         | Manuela Levorato · Itàlia                                                         | 22.75    |
| 400 m                  | Olesya Zykina · Rússia                                                     | 50.45    | Grit Breuer · Alemanya                                                              | 50.70         | Lee McConnell · Regne Unit                                                        | 51.02    |
| 800 m                  | Jolanda Čeplak · Eslovènia                                                 | 1:57.65  | Mayte Martínez · Espanya                                                            | 1:58.86       | Kelly Holmes · Regne Unit                                                         | 1:59.83  |
| 1500 m                 | Süreyya Ayhan · Turquia                                                    | 3:58.79  | Gabriela Szabo · Romania                                                            | 3:58.81       | Tatyana Tomashova · Rússia                                                        | 4:01.28  |
| 5000 m                 | Marta Domínguez · Espanya                                                  | 15:14.76 | Sonia O'Sullivan · Irlanda                                                          | 15:14.85      | Ielena Zadorójnaia · Rússia                                                       | 15:15.22 |
| 10.000 m               | Paula Radcliffe · Regne Unit                                               | 30:01.09 | Sonia O'Sullivan · Irlanda                                                          | 30:47.59 (NR) | Lyudmila Biktasheva · Rússia                                                      | 31:04.00 |
| 100 m. tanques         | Glory Alozie · Espanya                                                     | 12.73    | Olena Krasovska · Ucraïna                                                           | 12.88         | Yana Kasova · Bulgària                                                            | 12.91    |
| 400 m. tanques         | Ionela Târlea · Romania                                                    | 54.95    | Heike Meißner · Alemanya                                                            | 55.89         | Anna Olichwierczuk · Polònia                                                      | 56.18    |
| relleus 4×100 m llisos | FrançaDelphine Combe · Muriel Hurtis · Sylviane Félix · Odiah Sidibé       | 42.46    | AlemanyaMelanie Paschke · Gabi Rockmeier · Sina Schielke · Marion Wagner            | 42.54         | RússiaNatalya Ignatova · Yuliya Tabakova · Irina Khabarova · Larisa Kruglova      | 43.11    |
| relleus 4×400 m llisos | AlemanyaFlorence Ekpo-Umoh · Birgit Rockmeier · Claudia Marx · Grit Breuer | 3:25.10  | RússiaNatalya Antyukh · Natalya Nazarova · Anastasiya Kapachinskaya · Olesya Zykina | 3:25.59       | PolòniaZuzanna Radecka · Grażyna Prokopek · Małgorzata Pskit · Anna Olichwierczuk | 3:26.15  |
| Marató                 | Maria Guida · Itàlia                                                       | 2: 26:05 | Luminita Zaituc · Alemanya                                                          | 2: 26:58      | Sonja Oberem · Alemanya                                                           | 2: 28:45 |
| 20 km. marxa           | Olimpiada Ivanova · Rússia                                                 | 1: 6:42  | Ielena Nikolàieva · Rússia                                                          | 1:28:20       | Erica Alfridi · Itàlia                                                            | 1:28:33  |
| Salt d'alçada          | Kajsa Bergqvist · Suècia                                                   | 1.98     | Marina Kuptsova · Rússia                                                            | 1.92          | Olga Kaliturina · Rússia                                                          | 1.89     |
| Salt amb perxa         | Svetlana Feofanova · Rússia                                                | 4.60     | Ielena Issinbàieva · Rússia                                                         | 4.55          | Yvonne Buschbaum · Alemanya                                                       | 4.50     |
| Salt de llargada       | Tatyana Kotova · Rússia                                                    | 6.85     | Jade Johnson · Regne Unit                                                           | 6.73          | Tünde Vaszi · Hongria                                                             | 6.73     |
| Triple salt            | Ashia Hansen · Regne Unit                                                  | 15.00    | Heli Koivula · Finlàndia                                                            | 14.83         | Ielena Oléinikova · Rússia                                                        | 14.54    |
| Llançament de pes      | Irina Korzhanenko · Rússia                                                 | 20.64    | Vita Pavlysh · Ucraïna                                                              | 20.02         | Svetlana Krivelyova · Rússia                                                      | 19.56    |
| Llançament de disc     | Ekaterini Voggoli · Grècia                                                 | 64.31    | Natalya Sadova · Rússia                                                             | 64.12         | Anastasia Kelesidou · Grècia                                                      | 63.92    |
| Llançament de martell  | Olga Kuzenkova · Rússia                                                    | 72.94    | Kamila Skolimowska · Polònia                                                        | 72.46         | Manuela Montebrun · França                                                        | 72.04    |
| Llançament de javelina | Mirela Manjani · Grècia                                                    | 67.47    | Steffi Nerius · Alemanya                                                            | 64.09         | Mikaela Ingberg · Finlàndia                                                       | 63.50    |
| Heptatló               | Carolina Klüft · Suècia                                                    | 6542     | Sabine Braun · Alemanya                                                             | 6434          | Natallia Sazanovich Plantilla:Country data Belarús                                | 6341     |

## Medaller
Seu
| Posició | País                           | Or | Plata | Bronze | Total |
| 1       | Rússia                         | 7  | 9     | 8      | 24    |
| 2       | Espanya                        | 6  | 3     | 6      | 15    |
| 3       | Gran Bretanya                  | 5  | 2     | 5      | 12    |
| 4       | França                         | 4  | 1     | 2      | 7     |
| 5       | Grècia                         | 4  | 0     | 2      | 6     |
| 6       | Ucraïna                        | 3  | 3     | 1      | 7     |
| 7       | Suècia                         | 3  | 1     | 1      | 5     |
| 8       | Alemanya                       | 2  | 9     | 8      | 19    |
| 9       | Hongria                        | 2  | 0     | 2      | 4     |
| 10      | Polònia                        | 1  | 2     | 4      | 7     |
| 11      | Finlàndia                      | 1  | 1     | 1      | 3     |
| 11      | Portugal                       | 1  | 1     | 1      | 3     |
| 13      | Dinamarca                      | 1  | 1     | 0      | 2     |
| 13      | República Txeca                | 1  | 1     | 0      | 2     |
| 13      | Romania                        | 1  | 1     | 0      | 2     |
| 16      | Itàlia                         | 1  | 0     | 3      | 4     |
| 17      | Eslovènia                      | 1  | 0     | 0      | 1     |
| 17      | Israel                         | 1  | 0     | 0      | 1     |
| 17      | Turquia                        | 1  | 0     | 0      | 1     |
| 20      | Bèlgica                        | 0  | 2     | 0      | 2     |
| 20      | Estònia                        | 0  | 2     | 0      | 2     |
| 20      | Irlanda                        | 0  | 2     | 0      | 2     |
| 23      | Croàcia                        | 0  | 1     | 0      | 1     |
| 23      | Letònia                        | 0  | 1     | 0      | 1     |
| 23      | Lituània                       | 0  | 1     | 0      | 1     |
| 23      | Països Baixos                  | 0  | 1     | 0      | 1     |
| 23      | Suïssa                         | 0  | 1     | 0      | 1     |
| 29      | Plantilla:Country data Belarús | 0  | 0     | 1      | 1     |
| 29      | Bulgària                       | 0  | 0     | 1      | 1     |
|         | Total                          | 46 | 46    | 46     | 138   |

## Participants
Hi participaren un total de 1162 atletes de 47 nacions diferents.
| - Albània (6) - Alemanya (88) - Andorra (1) - Armènia (1) - Àustria (14) - Azerbaidjan (2) - Belarús (27) - Bèlgica (17) - Bòsnia i Hercegovina (1) - Bulgària (13) - Croàcia (13) - Dinamarca (16) | - Eslovàquia (17) - Eslovènia (22) - Espanya (70) - Estònia (14) - Finlàndia (49) - França (66) - Georgia (2) - Gibraltar (1) - Grècia (51) - Hongria (30) - Irlanda (29) - Islàndia (3) | - Israel (13) - Itàlia (94) - Letònia (16) - Lithuania (13) - Macedònia del Nord (1) - Malta (2) - Moldàvia (5) - Mònaco (1) - Noruega (17) - Països Baixos (30) - Polònia (55) - Portugal (39) | - Regne Unit (60) - Txèquia (40) - Romania (22) - Rússia (89) - San Marino (1) - Sèrbia i Montenegro (9) - Suècia (45) - Suïssa (10) - Turquia (8) - Ucraïna (37) - Xipre (2) |